# Stomphia carneola
Stomphia carneola är en havsanemonart som först beskrevs av William Stimpson 1853.  Stomphia carneola ingår i släktet Stomphia och familjen Actinostolidae. Inga underarter finns listade i Catalogue of Life.